# Odessa Towarna
Odessa Towarna (ukr. Одеса-Товарна, ros. Одесса-Товарная) – stacja towarowa w miejscowości Odessa, w obwodzie odeskim, na Ukrainie. Stacja nie obsługuję ruchu pasażerskiego.